# Повіт Футаба
Пові́т Фута́ба (яп. 双葉郡, ふたばぐん, МФА: [ɸutaba guɴ]) — повіт в префектурі Фукусіма, Японія.